# Vojka (district de Trebišov)
Vojka est un village de Slovaquie situé dans la région de Košice.

## Histoire
Première mention écrite du village en 1245.
La localité fut annexée par la Hongrie après le premier arbitrage de Vienne le 2 novembre 1938. En 1938, on comptait 588 habitants dont 14 d'origines juives. Elle faisait partie du district de Medzibodrožie (hongrois : Bodrogközi járás). Le nom de la localité avant la Seconde Guerre mondiale était Véke. Durant la période 1938 - 1944, le nom hongrois Véke était d'usage. À la libération, la commune a été réintégrée dans la Tchécoslovaquie reconstituée.

## Démographie

### Évolution de la population
| Année:               | 1994. | 2004.    | 2014.   | 2024.    |
| -------------------- | ----- | -------- | ------- | -------- |
| Nombre de personnes: | 408   | 506      | 503     | 556      |
| Différence:          |       | +24,01 % | -0,59 % | +10,53 % |

| Année:               | 2023. | 2024.   |
| -------------------- | ----- | ------- |
| Nombre de personnes: | 542   | 556     |
| Différence:          |       | +2,58 % |